# Eduardo Cativiela Pérez
Eduardo Cativiela Pérez (Zaragoza, 1888-Zaragoza, 1974) fue un fotógrafo y etnógrafo aragonés, presidente en funciones de la Real Sociedad Fotográfica de Zaragoza.

## Biografía
Nacido en 1888, era hijo de un potente comerciante textil, Pedro Cativiela, un aficionado de la etnología pirenaica, puesto que descendía de Ansó.
Fue educado en Suiza y Alemania, donde se introdujo en el mundo de la fotografía, y en 1922 fundó la Sociedad Fotográfica de Zaragoza, de la que fue presidente en funciones en 1927.
Murió en su ciudad natal en 1974.

## Obra
Su obra fotográfica destaca por sus paisajes de los Pirineos, concretamente del valle de Ansó.
En la etnografía, destaca la Colección heredada de su padre, con la que hicieron una exposición en 1924: una representación de una casa ansotana, que estuvo expuesta en el Museo de Zaragoza, hasta 1952, y en 1956 se volvió a exponer en la actual sede de etnología del museo, que es una casa pirenaica, ubicada en el Parque Grande José Antonio Labordeta.